# Sigi Hofer
Pour les articles homonymes, voir Hofer.
Sigi Hofer, né le 2 juillet 1878 à Iglau en margraviat de Moravie et mort le 8 octobre 1933 à Budapest, est un humoriste et un acteur autrichien.

## Filmographie
- 1932 Hasenklein kann nichts dafür
- 1932 Einmal möcht' ich keine Sorgen haben
- 1932 Zwei himmelblaue Augen
- 1932 Man braucht kein Geld (uncredited)
- 1930 Wien, du Stadt der Lieder
- 1929 Frühlingserwachen
- 1926 Frau Braier aus Gaya
- 1924 La Ville sans Juifs
- 1923 Ost und West

## Sources de la traduction
- (de) Cet article est partiellement ou en totalité issu de l’article de Wikipédia en allemand intitulé « Sigi Hofer » (voir la liste des auteurs).